# Eras Bòrdas e Shoantenh
Eras Bòrdas e Shoantenh (en francès Bordes-Uchentein) és un nou municipi francès, situat al departament de l'Arièja i a la regió d'Occitània. Va ser creat el 2017 agrupant els antics municipis d'eras Bòrdas de Les i de Shoantenh.
El municipi té eras Bòrdas com a capital administrativa, i també compta amb els agregats d'Orjot, Aulinhac, Idrenh (antic municipi d'eras Bòrdas de Les); Shoantenh, eths Arts, Espèrris, Sèps i era Hajòla (antic municipi de Shoantenh).

## Demografia
| 199                   |
| Des de 2020: Població |

## Administració
| Període | Identitat       | Partit |
| ------- | --------------- | ------ |
| 2001-   | Patrick Laffont | Dreta  |